# دونالد دوسن
دونالد دوسن (بالإنجليزية: Donald Dawson)‏ هو ضابط أمريكي، ولد في 3 أغسطس 1908، وتوفي في 25 ديسمبر 2005.